# X-Men: Legacy
X-Men: Legacy est une série de bandes dessinées éditée par Marvel Comics mettant en scène l'équipe de super-héros mutants, les X-Men.
La série commence sa publication en octobre 1991 sous le titre d'X-Men (vol. 2). De 2001 jusqu'à 2004, elle est renommée Les Nouveaux X-Men. Elle revient à son titre originel dans le numéro #157, mais elle change de nouveau dans le numéro #208 pour X-Men: Legacy. Avant que le nom change, la série était couramment appelée X-Men, vol 2 puisque les premières bandes dessinées, actuellement Uncanny X-Men, sont intitulés X-Men avant 1981. De plus, une nouvelle série de B. D intitulée X-Men est publiée début 2010, et est généralement appelée X-Men, vol. 3. 
X-Men: Legacy se relance en 2012 sous la marque Marvel NOW! avec une nouvelle édition #1. Le nouveau volume, écrit par Simon Spurrier, se concentre sur Légion, fils du Professeur X, qui est mort récemment dans la série, et sur sa mission de protéger préventivement tous les mutants alors qu'il essaie de garder ses pouvoirs sous contrôle. Ce volume termine sa publication après 25 numéros en mars 2014, mais pas avant de retourner à sa numérotation originelle avec son dernier numéro, X-Men: Legacy #300.  

## Historique des titres
| Titre | Titre                | Premier numéro | Dernier numéro | Début de publication | Fin de publication |
| ----- | -------------------- | -------------- | -------------- | -------------------- | ------------------ |
|       | X-Men                | 1              | 113            | Octobre 1991         | Juin 2001          |
|       | New X-Men            | 114            | 156            | Juillet 2001         | Juin 2004          |
|       | X-Men                | 157            | 207            | Juin 2004            | Mars 2008          |
|       | X-Men: Legacy        | 208            | 275            | Avril 2008           | Octobre 2012       |
|       | X-Men: Legacy Vol. 2 | 1(276)         | 25 (300)       | Novembre 2012        | Mars 2014          |

## Historique des publications

### X-Men
En 1991, Marvel lance X-men vol.2 comme spin-off du titre parent Uncanny X-Men, avec pour co-auteurs Chris Claremont et Jim Lee, anciennement dessinateur sur Uncanny, qui change pour X-Men, tandis que son collègue de studio Whilce Portacio le remplace sur Uncanny. L'édition #1 d'X-Men reste la bande dessinée la plus vendue de tous les temps, avec un montant de ventes allant jusqu'à 8,1 millions d'exemplaires, selon le Livre Guiness des Records, qui remet une distinction à Claremont au San Diego Comic-Con de 2010,. On estimé qu'environ 3 à 4 millions de copies seraient actuellement vendus. Les chiffres de vente ont été générés en partie par la publication du numéro avec cinq couvertures différentes, dont quatre présentaient des personnages différents de ceux du livre qui se combinaient en une image tétraptyque, et une cinquième, une couverture en accordéon qui combinait ces quatre couvertures, dont un grand nombre ont été achetées par des détaillants, prévoyant que des fans et des spéculateurs allaient acheter plusieurs exemplaires afin d'acquérir une collection complète des couvertures. 
Chris Claremont quitte le projet après trois numéros, en raison de différences de conception artistique avec l'éditeur Bob Harras. Les scénaristes John Byrne et Scott Lobdel prennent en charge les dialogues après le départ de Claremont, et Lee abandonne le titre après le numéro #11 pour former une nouvelle compagnie, Image Comics, avec plusieurs autres dessinateurs Marvel.
Initialement, le livre se concentre sur l'équipe dirigée par Cyclope, tandis que les autres membres forment une équipe dirigée par Tornade. On note ensuite des variations dans ce fonctionnement. 

### New X-Men
X-Men fonctionne depuis dix ans avec différentes équipes. En juillet 2001, pendant la réorganisation des X-Men, le titre change pour les New X-Men avec un nouvel ambigramme (le numéro #114). Parallèlement à  ces modifications, un nouveau scénariste, Grant Morrison, est affecté au titre. Ces changements faits par le nouveau éditeur en chef de Marvel Comics, Joe Quesada, reflètent son idée de titres phares comme X-Men pour regagner peu à peu leur ancienne gloire, ainsi que la reconnaissance de la critique. 
Le mandat de Morrison sur le titre est de traiter de Cyclope, Wolverine, Le Phoenix, la Bête, Emma Frost et Shen Xorn. Tandis que la deuxième escouade de X-Men dans Uncanny continue en tant que super-héros (maintenant sous couverture), Grant Morrison redirige la mission de ces X-Men vers celle de professeurs. De plus, le nouveau dessinateur de X-Men, Frank Quitely, redessine le look de l'équipe, leur donnant des tenues en cuir / polyester élégantes au lieu de leurs uniformes traditionnels de super-héros, pour avoir un aspect plus contemporain.   
Parmi les autres changements durables qui se sont produits sous la direction de Morrison, il y a la mutation secondaire de la Bête qui ressemble plus à un lion qu'à un singe, et l'introduction d'Emma Frost dans l'équipe, recréant ainsi les liens entre Jean Grey et le Phoenix, et la mort de celui-ci. L'école passe d'un simple centre de formation à une école avec des douzaines d'élèves mutants, une idée scénaristique qui a été explorée pour la première fois dans le film X-Men. L'un des événements les plus controversés de New X-Men seproduit dans le numéro #115 lorsque l'île de Genosha et ses habitants, dont Magnéto, sont complètement détruits. Cela donne le ton qui domine le reste du mandat de Morrison sur la série.   
En juin 2004, Chuck Austen, anciennement scénariste des Uncanny X-Men, change pour les New X-Men avec la revue #155. Le titre de la série revient au titre original d'X-Men en juillet 2004 dans l'édition #157 pendant X-Men Reload (en). Peter Milligan devient le nouvel scénariste de la série à partir de l'édition #166 il est ensuite remplacé par Mike Carey à partir du numéro #188.

### X-Men: Legacy
Volume 1
Le titre est renommé X-Men: Legacy début février 2008 dans l'édition #208. Ce nouveau titre reflète un tournant dans la direction de la série qui se consacre davantage aux personnages individuels des X-Men plutôt qu'à l'équipe sur laquelle le titre se basait antérieurement. 
La série, après ce changement de titre, suit le crossover Messiah Complex où le Professeur X est accidentellement touché par balle par Lucas Bishop. celui-ci le présume mort, mais le corps du Professeur X disparaît et sa localisation est inconnue. X-Men: Legacy suit initialement la disparition du Professeur ainsi que les rencontres auxquelles il fait face, telle une bataille contre le mutant Exodus sur le plan psychique et les découvertes sur son passé qui incluent Mister Sinistre.
Beaucoup de personnages figurent dans la série, dont Malicia, Magnéto, Gambit et les Acolytes.
À partir du numéro #226, Malicia remplace le Professeur Xavier comme principal personnage. En ayant réussi à prendre le contrôle sur ses pouvoirs, Scott Summers (Cyclope) a repositionné Malicia comme mentor pour les jeunes mutants qui sont sous la protection des X-Men dans Utopia. Malicia est dans une position unique pour pouvoir aider les étudiants, grâce à ses aptitudes, permettant d'avoir un regard neuf sur le contrôle et l'utilisation de leurs pouvoirs. Elle a depuis longtemps, également, fait face à des adversaires terrifiants, dont Emplate (en) et Proteus. Elle figure également dans le crossover Second Coming, du fait de son lien particulier avec Hope.
Le titre a été l'un des deux livres en cours de publication pour abriter le crossover Age of X (en). La B. D. a brièvement suivi la retombée de cette histoire et a mis en valeur une équipe composée de Malicia, Magnéto, Gambit, Professeur X, Legion et Joanna Cargill (Frenzy), mais suit maintenant l'équipe des X-Men de Malicia affiliés avec École Jean Grey pour l'enseignement supérieur, mettant en valeur Gambit, Frenzy, Cannonball et Rachel Grey.
Volume 2
Dans le cadre de la relance de Marvel NOW!, le Volume 1 de X-Men: Legacy se termine avec la B.D #275. Le titre X-Men: Legacy a été relancé comme nouvelle série avec une toute nouvelle B.D #1, écrite par Simon Spurrier (en) et dessinée par Tan Eng Huat. La nouvelle série se focalise sur Légion, le fils de Charles Xavier, mort depuis peu, qui a des difficultés pour garder ses multiples personnalités sous contrôle, bien qu'il essaie d'honorer l'héritage de son père en luttant préventivement contre les mutants grâce à ses nombreux pouvoirs.
Le 25e numéro du volume a été renuméroté #300 pour commémorer la longévité des séries. Le numéro #300 est basé sur une intrigue imaginée en collaboration entre les trois écrivains d'X-Men: Legacy, Mike Carey, Christos Gage et Simon Spurrier. Et c'est également le dernier numéro d'X-Men: Legacy.
Un troisième volume d'X-Men: Legacy a été planifié, qui doit être écrit par Chris Claremont. Cependant, ces séries sont renommées Diablo d'après son personnage principal. 

## Relations avec les autres titresX-Men
Depuis l'introduction d'X-Men, les intrigues de ces séries ont été entremêlées à des degrés divers. Pour l'essentiel, X-Men a mis en avant un bataillon de super-héros mutants complètement différents de ceux que l'on trouve dans les autres ouvrages mettant en scène ces mutants. Bien qu'il ne soit pas rare que les personnages d'un livre apparaissent dans un autre, toutes les histoires clés concernant les personnages sont traitées uniquement par la même équipe éditoriale.
X-Men et Uncanny X-Men ont partagé deux époques où ils sont plus ou moins traités comme une seule série bimensuelle. Dans les deux cas, ils partagent un même scénariste : de 1995 à 1996, Scott Lobdell et de 1998 à 2000, Alan Davis. À cette époque, les intrigues d'X-Men et Uncanny X-Men sont entremêlées l'une à l'autre.
En juillet 2004, l'équipe des New X-Men a été transférée sur Astonishing X-Men, récemment relancé, et l'essentiel de l'équipe de Uncanny X-Men a été transferée à X-Men, vol. 2. Avec trois nouvelles séries X-Men qui se font concurrence, les personnages de chaque livre continuant à apparaître dans les autres titres.

## Composition des équipes
| Titres               | Editions # | Personnages |
| -------------------- | --- | --- |
| X-Men                | | |
| #1–26 (1991–1993)    | La Bête, Cyclops, Gambit, Jubilé, Psylock, Malicia, Wolwerine (l'équipe Bleue) | |
| #27–35 (1993–1994)   | La Bête, Cyclops, Gambit, Jubilé, Psylock, Kwannon (en), Malicia (l'équipe Bleue) | |
| #36–37 (1994)        | Le crossover Phalanx Covenant | |
| #38–41 (1994–1995)   | L'Arc-Ange, la Bête, Bishop, Cannonball, Cyclops, Gambit, Jean Grey, l'Homme-Glace, Psylock, Malicia, Tornade, Wolwerine | |
| #42–50 (1995–1996)   | L'Arc-Ange, la Bête, Bishop, Cannonball, Cyclops, Gambit, Jean Grey, l'Homme-Glace, Psylock, Tornade, Wolwerine | |
| #51–54 (1996)        | L'Arc-Ange, Bishop, Cannonball, Cyclops, la Bête Noire imitant la Bête, Gambit, Jean Grey, L'Homme-Glace, Psylock, Tornade, Wolverine                                                                                           | |
| #55–59 (1996)        | L'arc-Ange, La Bête, Bishop, Cannonball, Cyclops, Gambit, Joseph, Jean Grey, Psylocke, Malicia, Tornade, Wolverine | |
| #60–71 (1997)        | Cannonball, Cyclops, Jean Grey, Tornade, Wolverine | |
| #72–79 (1997–1998)   | La Bête, Bishop, Cannonball, Cecilia Reyes, Cyclops, l'Homme-Glace, Joseph, Jean Grey, Maggott, Marrow, Malicia, Tornade, Wolverine                                                                                             | |
| #80–93 (1998–1999)   | Colossus, Gambit, Marrow, Diablo, Malicia, Kitty, Tornade, Wolverine | |
| #94–98 (1999–2000)   | Apocalypse: The Twelve / Le crossover Age of Apocalypse | |
| #99 (2000)           | Tous les mutants sont devenus des humains par le Maître de l'évolution et Mister Sinistre, qui mènera les X-Men à leur dissociation ; ce problème montre plusieurs personnages des X-Men revenir à leur ancienne vie de mutant. | |
| #100–109 (2000–2001) | L'Arc-Ange, Colossus, Diablo, Psylock, Malicia, Épervier, Wolverine | |
| #110–113 (2001)      | Dazzler, Frenzy, Jean Grey, Véga, Omerta, Sunpyre, Wraith | |
| New X-Men            | #114–121 (2001–2002) | La Bête, Cyclops, Emma Frost, Jean Grey, Wolverine |
| New X-Men            | #122–134 (2002–2003) | La Bête, Cyclops, Emma Frost, Jean Grey, Wolverine, Xorn |
| New X-Men            | #135–150 (2003–2004) | La Bête, Cyclops, Emma Frost, Jean Grey, Wolverine, Xorn ; figurent également les étudiants suivants : Angel Salvadore, Basilisc, Beak, Dust, Ernst, No-Girl, Stepford Cuckoos |
| New X-Men            | #151–154 (2004) | Cassandra Nova, E.V.A., Tito Jerome Bohusk, Tom Skylark and Rover, Wolverine                                                                                                   |
| New X-Men            | #155–156 (2004) | La Bête, Cyclops, Emma Frost, Stepford Cuckoos |
| X-Men                | #157–164 (2004–2005) | Gambit, Havok, l'Homme-Glace, Le Fléau, Polaris, Malicia, Wolverine |
| X-Men                | #165–180 (2005–2006) | Emma Frost, Gambit, Havok, l'Homme-Glace, Polaris, Malicia, Wolverine |
| X-Men                | #181–187 (2006) | Cyclops, Emma Frost, Gambit, Havok, l'Homme-Glace, Mystique, Polaris, Malicia                                                                                                  |
| X-Men                | #188–204 (2006–2007) | Cable, Cannonball, l'Homme-Glace, Lady Mastermind, Mystique, Omega Sentinel, Malicia, Sabretooth                                                                               |
| X-Men                | #205–207 (2008) | le crossover Messiah Complex |
| X-Men: Legacy        | #208–219 (2008–2009) | Professeur X |
| X-Men: Legacy        | #220–225 (2009) | Gambit, Professeur X, Malicia |
| X-Men: Legacy        | #226–275 (2009–2012) | Malicia et une équipe tournante |
| X-Men: Legacy        | Vol. 2 #1–24 (2012–2014) | Légion |
| X-Men: Legacy        | #25 (#300) (2014) | ForgetMeNot |

Le Professeur X est le directeur de l'École Xavier pour jeunes surdoués et le mentor des X-Men, mais il est rarement sur le terrain avec l'équipe. Dans son rôle de mentor, il a été généralement présent dans le livre, mais il a beaucoup d'absences, notifiées du numéro #59 à #71 (détenu par le Gouvernement Américain après Onslaught) et de #99 à #106 (éduquer la Classe-K dans l'espace).
À plusieurs moments, la composition des équipes a été la même, comme dans son apparition dans Uncanny X-Men, et pendant deux périodes, les deux livres ont été cosidérés par leur écrivain comme un titre bi-hebdomadaire (de l'édition #46 à #69 par Scott Lobdell et de l'édition #85 à #99 par Alan Davis).
Durant les B.D #90 à #93, Wolverine a été remplacé par un Skrull infiltré, guidant l'intrigue de Apocalypse: The Twelve dans les Astonishing X-Men, vol. 2, éditions limitées.
Le groupe d'étudiants de Gambit apparaît particulièrement de l'édition #171 à #174, mêlant les débuts des futurs personnages d'Onyxx et Bling!
Après le changement dans Utopia dans l'édition #227, Malicia devient le mentor de divers X-Men en entraînement, qui apparaissent régulièrement à ses côtés.   

## Contributeurs
| Scénaristes récurrents - Chris Claremont, 1991 - Intrigues de Jim Lee et les scripts de John Byrne ou Scott Lobdell, 1991–1992 - Fabian Nicieza, 1992–1995 - Scott Lobdell, 1995–1997 - Joe Kelly, 1997–1999 - Alan Davis, 1999–2000 - Chris Claremont, 2000–2001 - Scott Lobdell, 2001 - Grant Morrison, 2001–2004 - Chuck Austen, 2004 - Peter Milligan, 2005–2006 - Mike Carey, 2006–2011 - Christos Gage, 2012 - Simon Spurrier, 2012–2014 | Dessinateurs récurrents - Jim Lee, 1991–1992 - Andy Kubert, 1992–1996 - Carlos Pacheco, 1997–1998 - Adam Kubert, 1998–1999 - Alan Davis, 1999–2000 - Leinil Francis Yu, 2000–2001 - Frank Quitely, 2001–2003 - D'autres artistes, incluant Igor Kordey et Ethan Van Sciver, qui illustrent parfois les numéros car Quitely courait très loin derrière sur les échéances. - Pas d'artistes réguliers, 2003–2004 - De nombreux illustrateurs, notamment Phil Jimenez et Marc Silvestri, qui ont fait de brefs passages dans le livre en raison des complications liées à la date limite avec les anciennes équipes d'art. - Salvador Larroca, 2004–2006 - Humberto Ramos, 2006–2007 - Chris Bachalo, 2006–2008 - Scot Eaton, 2008–2009 - d'autres artistes employés pour les séquences de flashback à travers la quête de Xavier qui inclut John Romita Jr., Greg Land, Billy Tan, et Mike Deodato. - Daniel Acuña, 2009 - Clay Mann, 2010 - David Baldeon, 2012 - Tat Eng Huat, 2012–2014 |

## Éditions collectionnées

### Livres de poche commerciaux
| Titre                                                         | Matériel recueilli | Date de publication                             | ISBN                                                     |
| ------------------------------------------------------------- | --- | ----------------------------------------------- | -------------------------------------------------------- |
| X-Men: Mutant Genesis                                         | X-Men Vol. 2 #1–7 | Avril 2006                                      | (ISBN 0-7851-2212-5)                                     |
| X-Men/Ghost Rider: Brood Trouble in the Big Easy              | X-Men Vol. 2 #8–9 plus Ghost Rider, vol. 3 #26–27 | Décembre 1993                                   | (ISBN 0-87135-974-X)                                     |
| X-Men: Bishop's Crossing                                      | X-Men Vol. 2 #8 plus Uncanny X-Men #281-293 | Novembre 2016                                   | (ISBN 978-1302901707)                                    |
| X-Men: X-Cutioner's Song                                      | X-Men Vol. 2 #14–16 plus Uncanny X-Men #294–296 (nouvelle impression comprend #297); X-Factor, vol.1 #84–86; et X-Force, vol. 1 #16–18 | Mai 1994 (nouvelle impression en décembre 2016) | (ISBN 0-7851-0025-3) (new printing (ISBN 978-1302900304) |
| X-Men: A Skinning of Souls                                    | X-Men Vol. 2 #17–24; X-Men: Guide de survie du manoir; matériel provenant du maillot spécial Marvel #2 material from Marvel Swimsuit Special #2.                                                                                                   | Décembre 2013                                   | (ISBN 0-7851-8509-7)                                     |
| X-Men: Fatal Attractions                                      | X-Men Vol. 2 #25 plus X-Factor, vol. 1 #92; X-Force, vol. 1 #25; Uncanny X-Men #304; Wolverine, vol. 2 #75; and Excalibur, vol. 1 #71 | Octobre 1994                                    | (ISBN 0-7851-0065-2)                                     |
| Avengers/X-Men: Bloodties                                     | X-Men Vol. 2 #26 plus Uncanny X-Men #305; Avengers, vol. 1 #368–369; and West Coast Avengers #101 | Avril 1995                                      | (ISBN 0-7851-0103-9)                                     |
| X-Men: The Wedding of Cyclops & Phoenix                       | X-Men Vol. 2 #27–30, Annual #2 plus Uncanny X-Men #308–310, Annual #18; X-Men Unlimited #3 (vol. 1); X-Men : Album de mariage; Et si (vol. 1)#60                                                                                                   | Octobre 2012                                    | (ISBN 0-7851-6290-9)                                     |
| Origin of Generation X: Tales of the Phalanx Covenant         | X-Men, Vol. 2 #36–37 plus Uncanny X-Men #316–317; X-Factor, vol. 1 #106; X-Force, vol. 1 #38; Excalibur, vol. 1 #82; Wolverine, vol. 2 #85; Cable, vol. 1 #16; et Generation X #1                                                                  | Juin 2001                                       | (ISBN 0-7851-0216-7)                                     |
| X-Men: Legion Quest                                           | X-Men, Vol. 2 #40–41 plus X-Factor, vol. 1 #109 et Uncanny X-Men #320–321 | Mars 1996                                       | (ISBN 0-7851-0179-9)                                     |
| X-Men: Prelude to the Age of Apocalypse                       | X-Men Vol. 2 #38–41 plus X-Factor, vol. 1 #108–109; Uncanny X-Men #319–321; Cable, vol. 1 #20; et X-Men: Age de l'Apocalypse Edition Ashcan | Mai 2011                                        | (ISBN 978-0-7851-5508-9)                                 |
| X-Men: Road to Onslaught                                      | X-Men Vol. 2 #42–45; X-Men Annual '95; plus Uncanny X-Men #322–326; X-Men: Prime; X-Men Unlimited (Vol. 1) #8 | Février 2014                                    | (ISBN 978-0-7851-8825-4)                                 |
| X-Men: Road to Onslaught Vol. 2                               | X-Men Vol. 2 #46–49, Annual '95; Uncanny X-Men #327–328; X-Men/Clandestine 1–2; X-Men Unlimited Vol. 1 #9; Dents de Sabre (1995) #1 | July 2014                                       | (ISBN 978-07851-8830-8)                                  |
| X-Men: X-Babies Classic Vol.1                                 | X-Men, Vol 2 #46–47 plus Uncanny X-Men Annual #10, #12; Excalibur: Mojo Mayhem | Octobre 2010                                    | (ISBN 978-0-7851-4654-4)                                 |
| X-Men: Prelude to Onslaught                                   | X-Men Vol. 2 #50 plus Uncanny X-Men #333, X-Man #15–17, and Cable #32–33 | Mars 2010                                       | (ISBN 978-0-7851-4463-2)                                 |
| X-Men: Road to Onslaught Vol. 3                               | X-Men Vol. 2 #50–52 plus Uncanny X-Men #329–332; Archangel #1, X-Men/Brood #1–2; X-Men Unlimited Vol. 1 #10; Wolverine vol. 1 #101 | Déc 2014                                        | (ISBN 9780785190059)                                     |
| X-Men: Onslaught—The Complete Epic, vol. 1                    | X-Men Vol. 2 #53–54 plus Uncanny X-Men #334–335; Avengers, vol. 1 #400–401; Onslaught: X-Men one-shot; X-Man #18; X-Force, vol. 1 #57; Cable, vol. 1 #34; et l'Icroyable Hulk, vol. 1 #444                                                         | Janvier 2008                                    | (ISBN 0-7851-2823-9)                                     |
| X-Men: Onslaught—The Complete Epic, vol. 3                    | X-Men Vol. 2 #55 plus Uncanny X-Men #336; Cable #35; X-Force #58; Thor #502; X-Man #19; l'Incroyable Hulk #445; Iron Man #332; Avengers #402; et Wolverine #105                                                                                    | August 2008                                     | (ISBN 0-7851-2825-5)                                     |
| X-Men: Onslaught—The Complete Epic, vol. 4                    | X-Men Vol. 2 #56-58 plus LES QUATRE FANTASTIQUES #416; ONSLAUGHT: MARVEL UNIVERSE one-shot; CABLE #36; UNCANNY X-MEN #337; ONSLAUGHT: EPILOGUE ne-shot; IRON MAN #6; et X-MEN: ROAD TO ONSLAUGHT one-shot                                          | Décembre 2008                                   | (ISBN 0-7851-2826-3)                                     |
| X-Men: Trial Of Gambit                                        | X-Men Vol. 2 #62-64, -1 plus UNCANNY X-MEN #341-350, -1 | Juillet 2016                                    | (ISBN 1-3029-0070-6)                                     |
| X-Men: Zero Tolerance                                         | X-Men Vol. 2 #65–70 plus Wolverine, vol. 2 #115–118; Generation X #27; Cable, vol. 1 #45–47; et X-Force, vol. 1 #67–69 | Mars 2001                                       | (ISBN 0-7851-0738-X)                                     |
| X-Men Gold: Volume 0: Homecoming                              | X-Men Vol. 2 #70-79 plus X-Men/Dr. Doom Annual 1998 et matériel provenant de X-Men Unlimited #18 | Mars 2018                                       | (ISBN 978-1302909543)                                    |
| X-Men: The Hunt for Professor X                               | X-Men Vol. 2 #80–84; & X-Men #1/2 plus Uncanny X-Men #360–365; X-Men Unlimited #22 | 30 juin 2015                                    | (ISBN 978-0785197201)                                    |
| Magneto: Rogue Nation                                         | X-Men Vol. 2 #85–87 plus Magneto Rex #1–3, X-Men: The Magneto War one-shot, et Uncanny X-Men #366–367 | Mars 2002                                       | (ISBN 0-7851-0834-3)                                     |
| X-Men: The Magneto War                                        | X-Men (vol. 2) #85–91 & X-Men Annual '99 plus Uncanny X-Men #366–371; Magneto Rex #1–3; X-Men: The Magneto War; X-Men Unlimited #23, material from #24                                                                                             | Octobre 2018                                    | (ISBN 978-1302913762)                                    |
| Deathlok: Rage Against The Machine                            | X-Men #91 & X-Men Annual 99' plus Cable #58–62; Uncanny X-Men #371; Deathlok #1–11. | Février 2015                                    | (ISBN 0-7851-9291-3)                                     |
| X-Men: The Shattering                                         | X-Men Vol. 2 #92–95 plus Uncanny X-Men #372–375; Astonishing X-Men, vol. 2 #1–3; et X-Men 1999 Yearbook | Juillet 2009                                    | (ISBN 0-7851-3733-5)                                     |
| Astonishing X-Men: Deathwish (Apocalypse: The Twelve Prelude) | X-Men Vol. 2 #92 & #95 plus Astonishing X-Men, vol. 2 #1–3 et Uncanny X-Men #375 | Octobre 2000                                    | (ISBN 0-7851-0754-1)                                     |
| X-Men vs. Apocalypse: The Twelve, vol. 1                      | X-Men Vol. 2 #96–97 plus Uncanny X-Men #376–377; Cable, vol. 1 #75–76; et Wolverine, vol. 2 #146–147 | Mars 2008                                       | (ISBN 0-7851-2263-X)                                     |
| X-Men vs. Apocalypse: Ages of Apocalypse, vol. 2              | X-Men Vol. 2 #98 plus X-51 #8; Uncanny X-Men #378 & Annual 1999; Cable, vol. 1 #77; Wolverine, vol. 2 #148; X-Men Unlimited, vol. 1 #26; et X-Men: La Recherche de Cyclops #1–4                                                                    | Octobre 2008                                    | (ISBN 0-7851-2264-8)                                     |
| X-Men: Powerless                                              | X-Men Vol. 2 #99 plus Cable, vol. 1 #78; X-Force, vol. 1 #101; Wolverine, vol. 2 #149; et Uncanny X-Men #379–380 | August 2010                                     | (ISBN 0-7851-4677-6)                                     |
| Avengers/X-Men: Maximum Security                              | X-Men Vol. 2 #107 plus Maximum Security: Dangerous Planet #1–3; Uncanny X-Men #387; Bishop: the Last X-Man #15; Gambit (1999) #23, X-Men Unlimited (1993) #29et plus encore.                                                                       | Novembre 2010                                   | (ISBN 0-7851-4499-4)                                     |
| X-Men: Dream's End                                            | X-Men Vol. 2 #108–110 plus Uncanny X-Men #388–390; Cable, vol. 1 #87; et Bishop #16 | Février 2005                                    | (ISBN 0-7851-1551-X)                                     |
| X-Men: Eve of Destruction                                     | X-Men Vol. 2 #111–113 plus Uncanny X-Men #391–393 | Décembre 2004                                   | (ISBN 0-7851-1552-8)                                     |
| New X-Men, vol. 1: E Is For Extinction                        | New X-Men Vol. 1 #114–117 and New X-Men Annual 2001 | Décembre 2002                                   | (ISBN 0-7851-0811-4)                                     |
| New X-Men, vol. 2: Imperial                                   | New X-Men Vol. 1 #118–126 | Juillet 2002                                    | (ISBN 0-7851-0887-4)                                     |
| New X-Men, vol. 3: New Worlds                                 | New X-Men Vol. 1 #127–133 | Décembre 2002                                   | (ISBN 0-7851-0976-5)                                     |
| New X-Men, vol. 4: Riot at Xavier's                           | New X-Men Vol. 1 #134–138 | Juillet 2003                                    | (ISBN 0-7851-1067-4)                                     |
| New X-Men, vol. 5: Assault on Weapon Plus                     | New X-Men Vol. 1 #139–145 | Décembre 2003                                   | (ISBN 0-7851-1119-0)                                     |
| New X-Men, vol. 6: Planet X                                   | New X-Men Vol. 1 #146–150 | Avril 2004                                      | (ISBN 0-7851-1201-4)                                     |
| New X-Men, vol. 7: Here Comes Tomorrow                        | New X-Men Vol. 1 #151–154 | Juillet 2004                                    | (ISBN 0-7851-1345-2)                                     |
| New X-Men by Grant Morrison: Ultimate Collection, vol. 1      | New X-Men Vol. 1 #114–126 and New X-Men Annual 2001 | Juin 2008                                       | (ISBN 0-7851-3251-1)                                     |
| New X-Men by Grant Morrison: Ultimate Collection, vol. 2      | New X-Men Vol. 1 #127–141 | Septembre 2008                                  | (ISBN 0-7851-3252-X)                                     |
| New X-Men by Grant Morrison: Ultimate Collection, vol. 3      | New X-Men Vol. 1 #142–154 | Décembre 2008                                   | (ISBN 0-7851-3253-8)                                     |
| Uncanny X-Men, vol. 6: Bright New Mourning                    | New X-Men Vol. 1 #155–156 plus Uncanny X-Men #435–436 & #442–443 | Août 2004                                       | (ISBN 0-7851-1406-8)                                     |
| X-Men: Day of the Atom                                        | X-Men Vol. 2 #157–165 | Mars 2005                                       | (ISBN 0-7851-1534-X)                                     |
| X-Men: Golgotha                                               | X-Men Vol. 2 #166–170 | Juillet 2005                                    | (ISBN 0-7851-1650-8)                                     |
| X-Men: Bizarre Love Triangle                                  | X-Men Vol. 2 #171–174 | Octobre 2005                                    | (ISBN 0-7851-1665-6)                                     |
| X-Men/Black Panther: Wild Kingdom                             | X-Men Vol. 2 #175–176 plus Black Panther, vol. 4 #8–9 | Février 2006                                    | (ISBN 0-7851-1789-X)                                     |
| Decimation: X-Men—The Day After                               | X-Men Vol. 2 #177–181 plus House of M: Decimation—The Day After one-shot | Mai 2006                                        | (ISBN 0-7851-1984-1)                                     |
| X-Men: Blood of Apocalypse                                    | X-Men Vol. 2 #182–187 | Août 2006                                       | (ISBN 0-7851-1985-X)                                     |
| X-Men: Supernovas                                             | X-Men Vol. 2 #188–199 and X-Men Annual Vol. 3 #1 | Août 2007                                       | (ISBN 0-7851-2319-9)                                     |
| X-Men: Blinded by the Light                                   | X-Men Vol. 2 #200–204 | Décembre 2007                                   | (ISBN 0-7851-2544-2)                                     |
| X-Men: Messiah Complex                                        | X-Men Vol. 2 #205–207 plus X-Men: Messiah Complex one-shot; Uncanny X-Men #492–494; New X-Men Vol. 2 #44–46; X-Factor Vol. 3 #25–27; and X-Men: Messiah Complex—Mutant Files one-shot                                                              | Novembre 2008                                   | (ISBN 0-7851-2320-2)                                     |
| X-Men: Legacy—Divided He Stands                               | X-Men: Legacy Vol. 1 #208–212 | Novembre 2008                                   | (ISBN 978-0-7851-3001-7)                                 |
| X-Men: Legacy—Sins of the Father                              | X-Men: Legacy Vol. 1 #213–216 plus X-Men: The Unlikely Saga of Xavier, Magneto and Stan one-shot and X-Men: Odd One Out one-shot | Février 2009                                    | (ISBN 978-0-7851-3003-1)                                 |
| X-Men: Original Sin                                           | X-Men: Legacy Vol. 1 #217–218 plus X-Men Original Sin one-shot and Wolverine: Origins #28–30 | Août 2009                                       | (ISBN 978-0-7851-2956-1)                                 |
| X-Men: Legacy—Salvage                                         | X-Men: Legacy Vol. 1 #219–225 | Novembre 2009                                   | (ISBN 978-0-7851-3876-1)                                 |
| Avengers/X-Men: Utopia                                        | X-Men: Legacy Vol. 1 #226–227 plus Dark Avengers/Uncanny X-Men: Utopia one-shot, Uncanny X-Men #513–514, Dark Avengers #7–8, Dark Avengers/Uncanny X-Men: Exodus one-shot, Dark X-Men: The Beginning #1–3, and Dark X-Men: The Confession one-shot | Mars 2010                                       | (ISBN 978-0-7851-4234-8)                                 |
| X-Men: Legacy — Emplate                                       | X-Men: Legacy Vol. 1 #228–230 and X-Men Legacy Annual #1 | Avril 2010                                      | (ISBN 978-0-7851-4115-0)                                 |
| X-Necrosha                                                    | X-Men: Legacy Vol. 1 #231–234 plus X-Force/New Mutants: Necrosha one-shot; X-Force, vol. 3 #21–25; and New Mutants, vol. 3 #6–8 | Décembre 2010                                   | (ISBN 978-0-7851-4675-9)                                 |
| X-Men: Second Coming                                          | X-Men: Legacy Vol. 1 #235–237 plus Second Coming: Prepare one-shot; X-Men: Second Coming #1–2; Uncanny X-Men #523–525; New Mutants Vol. 3 #12–14; and X-Force Vol. 3 #26–28                                                                        | Juin 2011                                       | (ISBN 978-0-7851-5705-2)                                 |
| X-Men: Legacy—Collision                                       | X-Men: Legacy Vol. 1 #238–241 | Septembre 2011                                  | (ISBN 978-0-7851-4669-8)                                 |
| X-Men: Legacy—Aftermath                                       | X-Men: Legacy Vol. 1 #242–244 and #248–249 | Février 2012                                    | (ISBN 978-0-7851-5636-9)                                 |
| X-Men: Age of X                                               | X-Men: Legacy Vol. 1 #245–247, New Mutants Vol. 3 #22–24, Age of X: Alpha, Age of X: Universe #1–2 | Juillet 2011                                    | (ISBN 978-1-84653-490-4)                                 |
| X-Men: Legacy—Lost Legions                                    | X-Men: Legacy Vol. 1 #250–253 | Avril 2012                                      | (ISBN 978-0-7851-5292-7)                                 |
| X-Men: Legacy—Five Miles South of the Universe                | X-Men: Legacy Vol. 1 #254–260 | Septembre 2012                                  | (ISBN 978-0-7851-6068-7)                                 |
| X-Men: Legacy—Back to School                                  | X-Men: Legacy Vol. 1 #260.1, 261–265 | Janvier 2013                                    | (ISBN 978-0-7851-6191-2)                                 |
| X-Men: Legacy—AVX                                             | X-Men: Legacy Vol. 1 #266–275 | Avril 2013                                      | (ISBN 978-0-7851-6587-3)                                 |
| X-Men: Legacy (2nd series) – Vol. 1: Prodigal                 | X-Men: Legacy Vol. 2 #1–6 | Mars 2013                                       | (ISBN 978-0-7851-6249-0)                                 |
| X-Men Legacy Vol. 2: Invasive Exotics                         | X-Men: Legacy Vol. 2 #7–12 | Septembre 2013                                  | (ISBN 978-0785167181)                                    |
| X-Men Legacy Vol. 3: Revenants                                | X-Men: Legacy Vol. 2 #13–18 | Novembre 2013                                   | (ISBN 978-0785167198)                                    |
| X-Men Legacy Vol. 4: For We Are Many                          | X-Men: Legacy Vol. 2 #19–24 | Avril 2014                                      | (ISBN 978-0785154327)                                    |

### Collections à couverture rigide
| Titre                                                 | Matériels collectés | Date de publication | ISBN                     |
| ----------------------------------------------------- | --- | ------------------- | ------------------------ |
| X-Men: Mutant Genesis                                 | X-Men Vol. 2 #1–7 | Juillet 2010        | (ISBN 978-0-7851-4672-8) |
| X-Men by Chris Claremont & Jim Lee Omnibus – Volume 2 | X-Men vol. 2 #1–9 and content from #10–11 plus Uncanny X-Men #273–280; X-Factor vol. 1 #63–70; et Ghost Rider #26–27 | Février 2012        | (ISBN 978-0-7851-5905-6) |
| X-Men: Bishop's Crossing                              | X-Men (1991) #12–13 + matériel provenant de l'édition #10–11; Uncanny X-Men #281–293 | Octobre 2012        | (ISBN 978-0-7851-5349-8) |
| X-Men: Fatal Attractions                              | X-Men #25 plus Uncanny X-Men #298–305 et 315; X-Factor #87–92; X-Men Unlimited #1–2; X-Force #25; Wolverine #75; Excalibur #71 | Avril 2012          | (ISBN 978-0785162452)    |
| X-Men: The Wedding of Cyclops & Phoenix               | X-Men (1991) #26-35 plus Uncanny X-Men #307-310; Avengers (1963) #368-369; Avengers West Coast #101; Cable (1993) #6-8; X-Men Unlimited #3; Uncanny X-Men Annual #18; X-Men: L'Album de Mariage; Et si? #60; Les aventures de Cyclops et Phoenix #1-4; matériel provenant de Marvel Spécial Saint-Valentin | Septembre 2018      | (ISBN 978-1302913229)    |
| X-Men: Phalanx Covenant                               | X-Men #36–37 plus Uncanny X-Men #306, #311–314 et #316–317; Excalibur #78–82; X-Factor #106; X-Force #38; Wolverine #85; Cable #16 | Février 2014        | (ISBN 978-0785185499)    |
| X-Men: Age of Apocalypse                              | X-Men #40–41 plus Uncanny X-Men #320–321, Cable #20, X-Men Alpha, Amazing X-Men #1–4, Astonishing X-Men #1–4, Factor X #1–4, Gambit & the X-Ternals #1–4, Generation Next #1–4, Weapon X #1–4, X-Calibre #1–4, X-Man #1–4, X-Men Omega, Âge de l'Apocalypse: l'Élu et X-Men Ashcan #2 | Mars 2012           | (ISBN 978-0785159827)    |
| X-Men/Avengers: Onslaught Omnibus                     | X-Men #53-57, Annual '96 plus Cable #32-36; Uncanny X-Men #333-337; X-Force #55, #57-58; X-Man #15-19; X-Men Unlimited #11; Onslaught: X-Men, Onslaught: Marvel Universe, Onslaught: Epilogue; Avengers #401-402; Fantastic Four #415; Incredible Hulk #444-445; Wolverine #104-105; X-Factor #125-126; Amazing Spider-Man #415; Green Goblin #12; Spider-Man #72; Iron Man #332; Punisher #11; Thor #502; X-Men: Road to Onslaught #1; materiel de Excalibur #100,Les Quatre Fantastiques #416 | Juillet 14, 2015    | (ISBN 978-0785192626)    |
| X-Men: Operation Zero Tolerance                       | X-Men #65–70 plus Uncanny X-Men #346; Generation X #26–31; X-Force #67–70; Wolverine #115–118; Cable #45–47; X-Man #30 | Avril 2012          | (ISBN 978-0785162407)    |
| X-Men: Revolution By Chris Claremont Omnibus          | X-Men #100-109 and ANNUAL 2000 plus Uncanny X-Men #381-389; X-Men Unlimited #27-29; X-Men: Black Sun #1-5; Bishop: Le Dernier X-Man #15-16; Cable #87 | Août 2018           | (ISBN 978-1302912147)    |
| New X-Men, vol. 1                                     | New X-Men, vol. 1 #114–126 et New X-Men Annual 2001 | Novembre 2002       | (ISBN 0-7851-0964-1)     |
| New X-Men, vol. 2                                     | New X-Men, vol. 1 #127–141 | Novembre 2003       | (ISBN 0-7851-1118-2)     |
| New X-Men, vol. 3                                     | New X-Men, vol. 1 #142–154 | Septembre 2004      | (ISBN 0-7851-1200-6)     |
| New X-Men Omnibus                                     | New X-Men, vol. 1 #114–154 et New X-Men Annual 2001 | Décembre 2006       | (ISBN 0-7851-2326-1)     |
| X-Men: Supernovas                                     | X-Men, vol. 2 #188–199 et X-Men Annual, vol. 3 #1 | Août 2007           | (ISBN 0-7851-2514-0)     |
| X-Men: Messiah Complex                                | X-Men, vol. 2 #205–207 plus X-Men: Messiah Complex one-shot; Uncanny X-Men #492–494; New X-Men, vol. 2 #44–46; X-Factor, vol. 3 #25–27; and X-Men: Messiah Complex—Mutant Files one-shot | Avril 2008          | (ISBN 0-7851-2899-9)     |
| X-Men: Legacy—Divided He Stands                       | X-Men: Legacy #208–212 | Août 2008           | (ISBN 0-7851-3000-4)     |
| X-Men: Legacy—Sins of the Father                      | X-Men: Legacy #213–216 plus X-Men: The Unlikely Saga of Xavier, Magneto and Stan one-shot and X-Men: Odd One Out one-shot | Novembre 2008       | (ISBN 978-0-7851-3002-4) |
| X-Men: Original Sin                                   | X-Men: Legacy #217–218 plus X-Men: Original Sin one-shot and Wolverine: Origins #28–30 | Janvier 2009        | (ISBN 978-0-7851-3038-3) |
| X-Men: Legacy—Salvage                                 | X-Men: Legacy #219–225 | Août 2009           | (ISBN 978-0-7851-4173-0) |
| Avengers/X-Men: Utopia                                | X-Men: Legacy #226–227 plus Dark Avengers/Uncanny X-Men: Utopia one-shot, Uncanny X-Men #513–514, Dark Avengers #7–8, Dark Avengers/Uncanny X-Men: Exodus one-shot, Dark X-Men: The Beginning #1–3, and Dark X-Men: The Confession one-shot | Novembre 2009       | (ISBN 978-0-7851-4233-1) |
| X-Men: Legacy—Emplate                                 | X-Men: Legacy #228–230 et X-Men Legacy Annual #1 | Mars 2010           | (ISBN 978-0-7851-4020-7) |
| X-Necrosha                                            | X-Men: Legacy #231–234 plus X-Force/New Mutants: Necrosha one-shot; X-Force, vol. 3 #21–25; et New Mutants, vol. 3 #6–8 | Juillet 2010        | (ISBN 978-0-7851-4674-2) |
| X-Men: Second Coming                                  | X-Men: Legacy #235–237 plus Second Coming: Prepare one-shot; X-Men: Second Coming #1–2; Uncanny X-Men #523–525; New Mutants, vol. 3 #12–14; et X-Force, vol. 3 #26–28 | Septembre 2010      | (ISBN 978-0-7851-4678-0) |
| X-Men: Legacy—Collision                               | X-Men: Legacy #238–241 | Février 2011        | (ISBN 978-0-7851-4668-1) |
| X-Men: Legacy—Aftermath                               | X-Men: Legacy #242–244 et #248–249 | August 2011         | (ISBN 978-0-7851-5635-2) |
| X-Men: Age of X                                       | X-Men: Legacy #245–247, New Mutants #22–24, Age de X: Alpha | Juillet 2011        | (ISBN 978-0-7851-5289-7) |
| X-Men: Legacy—Lost Legions                            | X-Men: Legacy #250–253 | Octobre 2011        | (ISBN 978-0-7851-5291-0) |
| X-Men: Legacy-Five Miles South of the Universe        | X-Men: Legacy #254–260 | Mars 2012           | (ISBN 978-0-7851-6067-0) |
| X-Men: Legacy-Back to School                          | X-Men: Legacy #260.1; 261–265 | Juillet 2012        | (ISBN 978-0-7851-6397-8) |